# Suze Randall
Suze Randall (Worcester, Inglaterra; 18 de mayo de 1946) es una fotógrafa y modelo británica además de una realizadora y productora de películas pornográficas.
Es considerada como una de las grandes figuras de la fotografía erótica de los últimos 25 años. Forma parte del AVN hall of fame.

## Biografía
Empezó trabajando como enfermera en el St George's Hospital de Londres hasta que al principio de la década de los años 70 inició una carrera como modelo. También debutó en el cine, participando como actriz en L'Amour l'après-midi de Éric Rohmer. 
Tras trabajar para revistas tan conocidas como Penthouse o Playboy pasó a ser una fotógrafa independiente alternando dicha labor con la de  modelo. 
Su salto a la fama tuvo lugar en 1975 cuando descubrió a la pin-up Lillian Müller.
Sus fotografías publicadas en la revista Playboy la convirtieron en la playmate del mes de agosto y en la playmate del año en 1976. Hasta 1977 siguió trabajando para la revista para luego recalar en Hustler donde permaneció hasta 1979. Por su objetivo han pasado infinidad de actrices y modelos como Aria Giovanni, Stormy Daniels, Sunny Leone, Silvia Saint, Tera Patrick, Briana Banks, Rebecca Lord o Sunset Thomas.
También ha trabajado en el mundo de la música elaborando portadas de discos, como para Peter Hook o para Robert Palmer. A su vez, ha producido y dirigido películas tanto eróticas como pornográficas a través de su propio estudio.
Está casada con Humphry Knipe y tiene una hija llamada Holly Randall, nacida el 5 de septiembre de 1978, que también se dedica a la fotografía.